# Chelidonium herteli
Chelidonium herteli là một loài bọ cánh cứng trong họ Cerambycidae.